# Escravidão na China

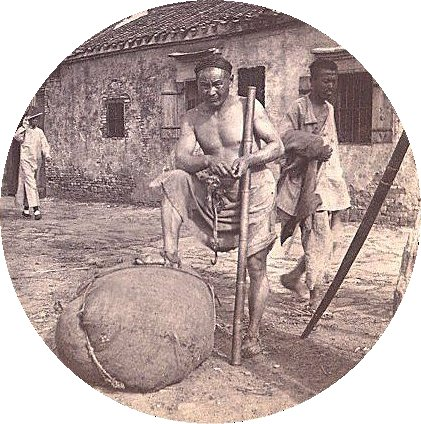
Chinês escravo

A escravidão na China assumiu várias formas ao longo da história. Foi abolida como uma instituição legalmente reconhecida por uma lei de 1909, que foi totalmente promulgada em 1910, embora a prática tenha continuado até pelo menos 1949. Atos ilegais de trabalho forçado e escravidão sexual continuam a ocorrer no século XXI, mas os culpados de tais crimes são punidos severamente. O termo chinês para escravo (nuli) também pode ser traduzido aproximadamente como 'devedor', 'dependente' ou 'sujeito'. Os escravos eram uma parte muito pequena da população e podiam incluir prisioneiros de guerra, vítimas de sequestro ou pessoas que foram vendidas.